# Рыбозеро
Рыбозеро — озеро на территории Повенецкого городского поселения Медвежьегорского района Республики Карелии.

## Общие сведения
Площадь озера — 7,8 км², площадь водосборного бассейна — 179 км². Располагается на высоте 132,6 метров над уровнем моря.
Форма озера округлая. Берега изрезанные, каменисто-песчаные, местами заболоченные.
С северо-восточной и южной сторон в Рыбозеро впадают реки Повенчанка и, соответственно, Рыбокса.
Из залива на северо-западной стороне озера вытекает река Конжа, впадающая в Конжозеро, из которого вытекает река Юга, которая, в свою очередь, впадает в Маткозеро, через которое протекает Беломорско-Балтийский канал.
В северо-восточной части озера расположен один небольшой остров без названия.
Код объекта в государственном водном реестре — 02020001311102000006667.